# Les Méchants Maquereaux

Les Méchants Maquereaux est un groupe de musique originaire du Nouveau-Brunswick, créé en 1992. Ils pratiquent un mélange de stomp acadien, d'harmonies celtiques et de country-rock, le tout teinté de musique cadienne.
Les Méchants Maquereaux ont composé L'Acadie de nos cœurs, la chanson-thème du Congrès Mondial Acadien de 1994.

## Discographie
- 1994 : Les Méchants Maquereaux
- 2004 : Marifishmas (album de Noël)
- 2006 : Les tracks perdues[2]